# Copestylum fractum
Copestylum fractum är en tvåvingeart som först beskrevs av Charles Howard Curran 1926.  Copestylum fractum ingår i släktet Copestylum och familjen blomflugor.
Artens utbredningsområde är Franska Guyana. Inga underarter finns listade i Catalogue of Life.